# جان بولیکالت
جان بولیکالت (انگلیسی: John Boulicault; ۲۷ ژوئیهٔ ۱۹۰۶ – ۱۱ ژوئیهٔ ۱۹۸۵) دوچرخه‌سوار اهل ایالات متحده آمریکا بود. وی در بازی‌های المپیک تابستانی ۱۹۲۴ شرکت کرده است.